# Döntéshozatal

Mintafolyamatábra, amely a döntési folyamatot szemlélteti abban az esetben, amikor a lámpa nem világít.

A pszichológiában a döntéshozatal olyan kognitív folyamat, amelynek eredményeként több lehetséges alternatív lehetőség közül kiválasztunk egy hiedelmet vagy cselekvési irányt. Lehet racionális vagy irracionális is. A döntéshozatali folyamat egy érvelési folyamat, amely a döntéshozó értékeire, preferenciáira és hiedelmeire vonatkozó feltételezésekre épül. Minden döntéshozatali folyamat végső döntést eredményez, amely kiválthat cselekvést, de ez nem minden esetben történik meg.
A döntéshozatallal kapcsolatos kutatások gyakran a problémamegoldás címke alatt jelennek meg, különösen az európai pszichológiai kutatásokban.

## Áttekintés
A döntéshozatal tekinthető egy problémamegoldó tevékenységnek, amely egy olyan megoldást eredményez, amely optimálisnak vagy legalább kielégítőnek ítélhető. Egy olyan folyamatról van szó, amely többé-kevésbé racionális vagy irracionális lehet, és alapulhat explicit vagy hallgatólagos tudáson és hiedelmeken is. A hallgatólagos tudást gyakran használják a komplex döntéshozatali folyamatokban található hiányosságok pótlására. Általában mindkét tudástípust, a hallgatólagost és az explicit tudást együttesen alkalmazzák a döntéshozatali folyamatban.
Az emberi teljesítményt számos szempontból is aktívan kutatják:
- Pszichológiai: az egyéni döntések vizsgálata az egyén által birtokolt vagy keresett szükségletek, preferenciák és értékek kontextusában.
- Kognitív: a döntéshozatali folyamatot a környezettel való interakcióba integrált folyamatos folyamatnak tekintjük.
- Normatív: az egyéni döntések elemzése, amely a döntéshozatal logikájával, vagyis a kommunikatív racionalitással és az általa eredményezett invariáns választással foglalkozik.[5]

A döntéshozatal egyik fő része egy véges számú alternatíva elemzése, amelyeket értékelési szempontok mentén írnak le. A feladat lehet például az, hogy ezeket az alternatívákat rangsorolják aszerint, mennyire vonzók a döntéshozó(k) számára, amikor az összes szempontot egyszerre veszik figyelembe. Egy másik feladat lehet a legjobb alternatíva kiválasztása, vagy annak meghatározása, hogy az egyes alternatívák milyen összesített prioritást élveznek (például ha ezek az alternatívák egymással versengő projektek, amelyek finanszírozásra pályáznak), szintén az összes szempont együttes figyelembevételével. 
Az ilyen típusú problémák megoldása a többkritériumos döntéselemzés (MCDA, multiple-criteria decision analysis) tárgykörébe tartozik. Ez a döntéshozatali terület régóta létezik, számos kutató és gyakorlati szakember érdeklődését felkeltette, és még mindig hevesen vitatott, mivel sokféle MCDA-módszer létezik, amelyek ugyanazon adatokra alkalmazva nagyon eltérő eredményeket adhatnak. Ez vezet a döntéshozatali paradoxon megfogalmazásához.
A logikus, racionális döntéshozatal minden tudományos alapú hivatásban kulcsfontosságú, mivel ezekben a szakemberek szakterületi tudásukat felhasználva hoznak megalapozott döntéseket. Például az orvosi döntéshozatal gyakran magában foglalja egy diagnózis felállítását, valamint a megfelelő kezelés kiválasztását.
Ugyanakkor a természetes döntéshozatalt vizsgáló kutatások (naturalistic decision-making) azt mutatják, hogy amikor a helyzet nagyobb időnyomással, magasabb kockázattal vagy fokozott bizonytalansággal jár, a szakértők gyakran inkább az intuitív döntéshozatalt választják a strukturált módszerek helyett. Ilyenkor egy korábbi tapasztalatuk alapján felismert mintát (recognition-primed decision) követnek, és anélkül jutnak döntésre, hogy tudatosan mérlegelnék az összes lehetséges alternatívát.
A döntéshozó környezete is szerepet játszhat a döntéshozatali folyamatban. Például a környezeti komplexitás olyan tényező, amely befolyásolja a kognitív működést. Egy összetett környezet olyan környezetet jelent, amelyben sokféle, idővel változó állapot lehetséges.
A Kolorádói Egyetemen végzett kutatások kimutatták, hogy a nagyobb környezeti komplexitás összefügg a magasabb szintű kognitív működéssel, ami azt jelenti, hogy a döntéseket a tartózkodási hely is befolyásolhatja. Egy kísérletben a szoba komplexitását a benne található apró tárgyak és eszközök számával mérték; az egyszerű szobákban kevesebb ilyen dolog volt jelen. A kutatás szerint a magasabb környezeti komplexitás jelentősen javította a kognitív készségeket, így könnyebbé vált a helyzet átgondolása és a jobb döntés meghozatala.

## Problémamegoldás vagy döntéshozatal
Fontos különbséget tenni a problémamegoldás (vagy problémaelemzés) és a döntéshozatal között. A problémamegoldás folyamata során a rendelkezésre álló információkat vizsgáljuk meg, és minden lehetséges megoldást feltárunk, akár felfedezés, akár találékonyság révén. Hagyományosan úgy tartják, hogy a problémamegoldás egy lépés a döntéshozatal felé, mivel az eközben összegyűjtött információk felhasználhatók a döntés meghozatalához.
A problémamegoldás jellemzői
- A problémák csupán eltérések a teljesítménynormáktól.
- A problémákat pontosan meg kell határozni és le kell írni
- A problémákat egy jellegzetes tulajdonság megváltozása okozza
- Valami mindig felhasználható annak megkülönböztetésére, hogy mi volt és mi nem volt befolyásolva egy ok által.
- A problémák okai a probléma elemzése során talált releváns változásokból következtethetők ki.
- Egy probléma legvalószínűbb oka az, amelyik pontosan megmagyarázza az összes tényt, miközben a legkevesebb (vagy a leggyengébb) feltételezéssel rendelkezik (Occam borotvája ).

A döntéshozatal jellemzői
- Először a célokat kell meghatározni
- A célokat fontossági sorrendbe kell állítani és osztályozni
- Alternatív intézkedéseket kell kidolgozni
- Az alternatívákat az összes célkitűzés tükrében kell értékelni.
- Az alternatíva, amely képes elérni az összes célt, a bizonytalan döntés.
- A feltételes döntést további lehetséges következmények szempontjából értékelik
- Döntő intézkedéseket hoznak, és további intézkedéseket tesznek annak megakadályozására, hogy a káros következmények problémákká váljanak, és mindkét rendszert (a problémaelemzést és a döntéshozatalt) újraindítsák.
- Vannak általában követett lépések, amelyek egy olyan döntési modellhez vezetnek, amely felhasználható az optimális termelési terv meghatározásához[7]
- Konfliktusos helyzetekben a szerepjáték hasznos lehet az érintett felek által meghozandó döntések előrejelzésében[8]
- Amikor a résztvevők nem értenek egyet abban, hogy milyen lesz a jövő, szerepet játszhat a döntéshozatal a mély bizonytalanság mellett.[10]

### Elemzési bénulás
Amikor egy csoport vagy egyén képtelen túljutni a problémamegoldás lépésén a döntéshozatal felé vezető úton, elemzési bénultságot (angolul: analysis paralysis) tapasztalhatnak. Az elemzési bénultság olyan állapot, amelyben az illető nem képes döntést hozni, így az eredmény gyakorlatilag megbénul.
Az elemzési bénultság fő okai közé tartoznak:
- Az első típus az elemzési folyamat bénultsága (analysis-process paralysis). Ez a fajta bénultság gyakran ciklikus folyamatként jelenik meg. Az illető képtelen döntést hozni, mert újra és újra átnézi ugyanazt az információt attól való félelmében, hogy rossz döntést hozna. A második a döntési pontosság bénultság (decision-precision paralysis). Ez a bénultság szintén ciklikus, akárcsak az előző, de itt nem ugyanazt az információt vizsgálják újra, hanem az elemzés során új kérdések és adatok merülnek fel. Ezek új lehetőségek felfedezéséhez vezetnek, így a döntéshozó inkább tovább kutat, mintsem döntést hozna.  A harmadik a kockázati bizonytalanság bénultság (risk-uncertainty paralysis). Ez akkor fordul elő, amikor a döntéshozó minden bizonytalanságot el akar hárítani, de a rendelkezésre álló információk elemzése nem képes teljesen megszüntetni a kétségeket, ezért a döntés elmarad.

### Ösztönös kihalás
Az elemzési bénultság ellentéte az úgynevezett „ösztönös kihalás” (extinction by instinct) jelensége. Az ösztönös kihalás azt az állapotot jelöli, amikor valaki meggondolatlan döntéseket hoz anélkül, hogy részletes tervezést vagy alapos, rendszerszintű folyamatokat alkalmazna. Ezt a problémát esetleg orvosolni lehet egy strukturált rendszer bevezetésével, például egy ellenőrzési és egyensúlyozási mechanizmussal egy csoport vagy egyén életében. Az elemzési bénultság pontosan az ellentéte ennek, amikor egy csoport időbeosztása túlságosan telített egy ilyen strukturált, ellenőrző rendszerrel.
A „csoportgondolkodás” (groupthink) egy másik jelenség, amely az ösztönös kihalás (extinction by instinct) fogalomkörébe tartozik. Csoportgondolkodás akkor fordul elő, amikor egy csoport tagjai túlságosan fontossá teszik a „csoport értékét (és azt, hogy ők ennek a csoportnak a tagjai)” minden másnál; ez pedig ahhoz vezet, hogy a döntéshozatal gyorsan és egyhangúan történik. Más szavakkal, egy olyan csoport, amely a csoportgondolkodás állapotába kerül, az ösztönös kihalás jelenségében vesz részt.

### Információtúlterhelés
Az információtúlterhelés azt jelenti, hogy „szakadék van az információ mennyisége és azok feldolgozásához rendelkezésre álló eszközök között”. A döntéshozatal során az információkat arra használjuk, hogy csökkentsük vagy megszüntessük a bizonytalanságot. A túl sok információ azonban negatívan befolyásolja a problémafeldolgozást és a feladatvégzést, ami végső soron a döntéshozatalt is érinti. George Armitage Miller pszichológus szerint az emberi agy döntéshozatali képessége korlátozott, mivel csak meghatározott mennyiségű információt képes egyszerre tárolni. Crystal C. Hall és munkatársai „tudásillúzióról” beszélnek, ami azt jelenti, hogy amikor valaki túl sok információval találkozik, az ronthatja a racionális döntéshozatali képességét. Az információtúlterhelés más elnevezései az információs szorongás, információrobbanás, infózabálás (infobesity) és infoxikáció.

### Döntésfáradtság
A döntési fáradtság akkor lép fel, amikor egy nagy mennyiségű döntéshozatal következtében romlanak a döntéshozatali képességek. Azok az emberek, akik hosszabb időn keresztül hoznak döntéseket, kezdenek elveszíteni azt a mentális energiát, amely szükséges lenne az összes lehetséges megoldás elemzéséhez. A döntési fáradtság két lehetséges következménye az impulzív döntéshozatal és a döntés kerülése. Az impulzív döntések gyakrabban születnek, amikor valaki belefárad a helyzetek vagy megoldások elemzésébe; ilyenkor a megoldás, amit választanak, az, hogy cselekszenek, anélkül, hogy tovább gondolkodnának. A döntés kerülése pedig azt jelenti, hogy valaki teljesen elkerüli a helyzetet azzal, hogy egyáltalán nem hoz döntést. A döntés kerülése különbözik az elemzési bénultságtól, mert míg az elemzési bénultság folyamatosan a döntések vizsgálatát jelenti döntésképtelenség miatt, addig a döntés kerülése magának a helyzetnek az elkerüléséről szól. 

### Döntés utáni elemzés
A múltbeli döntések értékelése és elemzése kiegészíti a döntéshozatalt. Lásd még: mentális könyvelés és utólagos dokumentáció (Postmortem dokumentáció).

## Idegtudomány
A döntéshozatal az idegrendszeri és kognitív idegtudományok intenzív kutatási területe. Számos agyi struktúra, köztük az elülső cinguláris kéreg (ACC), az orbitofrontális kéreg és a részben átfedő ventromediális prefrontális kéreg feltételezhetően részt vesz a döntéshozatali folyamatokban. Egy agyi képalkotó vizsgálat megállapította, hogy ezekben a régiókban eltérő neurális aktivációs mintázatok jelentkeznek attól függően, hogy a döntések személyes akarat alapján vagy mások utasítására történtek. Azok a betegek, akiknek sérült a ventromediális prefrontális kérge, nehézségeket tapasztalnak előnyös döntések meghozatalában.
A neurális döntéshozatal tanulmányozásának egyik elterjedt laboratóriumi módszere a kétválasztásos kényszerválasztási feladat (2AFC – wo-alternative forced choice). Ebben a feladatban az alanynak két lehetőség közül kell választania egy adott időkereten belül.
Egy olyan tanulmány, amely rézuszmajmokkal végzett 2AFC-feladatot vizsgált, megállapította, hogy a parietális kéreg neuronjai nemcsak a döntés kialakulását reprezentálják, hanem a döntéssel kapcsolatos bizonyosságot (vagyis „magabiztosságot”) is jelezni tudják. Egy 2012-es kutatás szerint patkányok és emberek képesek az érzékszervi ingerek optimális felhalmozására, és így statisztikailag optimális döntéseket tudnak hozni. Egy másik tanulmány azt találta, hogy az ACC (anterior cinguláris kéreg) sérülése makákókban rontotta a hosszú távú megerősítésen alapuló döntéshozatalt. Ez arra utal, hogy az ACC szerepet játszik a korábbi megerősítési információk kiértékelésében és a jövőbeli döntések irányításában.
A közelmúltban felmerült, hogy formális keretrendszerek kifejlesztése lehetővé tenné a neurológusok számára, hogy gazdagabb és természetesebb döntési helyzeteket tanulmányozzanak, mint az egyszerű 2AFC-feladatok. Az ilyen komplex döntések gyakran magukban foglalják a tervezést és az információkeresést időben elnyújtott környezetekben.

### Érzelmek
Az érzelmek úgy tűnik, segíthetik a döntéshozatali folyamatot. A döntéshozatal gyakran bizonytalanság mellett történik, amikor nem egyértelmű, hogy egy választás előnyt vagy kárt fog eredményezni (lásd még: Kockázat).
A szomatikus marker hipotézis egy neurobiológiai elmélet, amely azt írja le, hogyan születnek döntések bizonytalan kimenetelű helyzetekben. Ez az elmélet azt állítja, hogy az ilyen döntéseket az érzelmek – testi állapotok formájában – segítik, amelyek a jövőbeni következmények mérlegelése során jelennek meg, és megjelölik az egyes viselkedési lehetőségeket aszerint, hogy azok előnyösek vagy hátrányosak.
Ez a folyamat kölcsönhatást igényel:
- Azok között az idegrendszeri rendszerek között, amelyek érzelmi/testi állapotokat váltanak ki, és
- Azok között, amelyek leképezik ezeket az érzelmi/testi állapotokat.

Egy újabb agysérülési leképező vizsgálat, amelyet Aron K. Barbey és munkatársai végeztek 152 fókuszált agysérülést szenvedett pácienssel, bizonyítékot szolgáltatott az érzelmi intelligencia mögött álló neurobiológiai mechanizmusok jobb megértéséhez.

## Döntéshozatali technikák
A döntéshozatali technikák két nagy kategóriába sorolhatók: csoportos döntéshozatali technikák és egyéni döntéshozatali technikák. Az egyéni döntéshozatali technikák gyakran alkalmazhatók csoportos helyzetekben is.

### Csoport
- A konszenzuson alapuló döntéshozatal megpróbálja elkerülni a „nyerteseket” és a „veszteseket”. A konszenzus megköveteli, hogy a többség jóváhagyjon egy adott cselekvési irányt, de a kisebbség egyetértsen azzal, hogy követi a cselekvési irányt. Más szóval, ha a kisebbség ellenzi a cselekvési irányt, a konszenzus megköveteli, hogy a cselekvési irányt módosítsák a kifogásolható jellemzők eltávolítása érdekében.
- Szavazáson alapuló módszerek:
  - A többséghez a csoport tagjainak több mint 50%-ának támogatása szükséges. Így a cselekvési léc alacsonyabb, mint a konszenzusos rendszer esetében. Lásd még a Condorcet-módszert.
  - Pluralizmus, ahol a csoport legnagyobb frakciója dönt, még akkor is, ha nem éri el a többséget.
  - A pontszámszavazás (vagy tartományszavazás) lehetővé teszi, hogy minden tag egy vagy több elérhető opciót pontozzon, megadva mind a preferenciát, mind a preferencia intenzitási információit. A legmagasabb össz- vagy átlagértékkel rendelkező opció kerül kiválasztásra. Kísérletileg kimutatták, hogy ez a módszer a legalacsonyabb Bayes-féle megbánást eredményezi az elterjedt szavazási módszerek közül, még akkor is, ha a szavazók stratégiai gondolkodásúak.[11] A szavazási paradoxon és a többségi uralom kérdéseivel foglalkozik. Lásd még a jóváhagyó szavazást.
  - A kvadratikus szavazás lehetővé teszi a résztvevők számára, hogy minden döntéshez megadják preferenciájukat és annak intenzitását (szemben az egyszerű mellette vagy ellene szóló döntéssel). A pontszámos szavazáshoz hasonlóan ez a szavazási paradoxon és a többségi szabály kérdéseivel foglalkozik.
- A Delphi-módszer egy strukturált kommunikációs technika csoportok számára, amelyet eredetileg együttműködésen alapuló előrejelzésre fejlesztettek ki, de a politikaalkotásban is alkalmazták.[12]
- A dotmokrácia egy olyan facilitációs módszer, amely a dotmokráciának nevezett speciális formák használatán alapul. Ezek olyan lapok, amelyek lehetővé teszik nagy csoportok számára, hogy közösen ötleteljenek, és elismerjék az egyetértésüket a korlátlan számú, általuk leírt ötlet alapján.[13]
- A részvételen alapuló döntéshozatal akkor történik, amikor egy hatóság megnyitja a döntéshozatali folyamatot egy csoport előtt az együttműködés érdekében.
- A döntésmérnökség a döntéshozatali folyamat rendszerdinamikán alapuló vizuális térképét használja, és automatizálható egy döntésmodellező eszköz segítségével, integrálva a big data-t, a gépi tanulást és a szakértői ismereteket, adott esetben.

### Egyedi
- Döntési mérleg: az egyes lehetőségek előnyeinek és hátrányainak (előnyök és költségek, előnyök és hátrányok) felsorolása, Platón Protagoraszának és Benjamin Franklinnek a javaslata szerint.[14]
- Várhatóérték-optimalizálás: a legnagyobb valószínűséggel súlyozott hasznossággal rendelkező alternatíva kiválasztása, lehetőleg a kockázatkerülés figyelembevételével. Ez magában foglalhatja a különböző alternatívák alternatív költségeinek mérlegelését. Lásd még a Döntéselemzés és a Döntéselmélet című részeket.
- Kielégítő: csak az alternatívák vizsgálata, amíg meg nem találjuk az első elfogadhatót. Ennek az ellentéte a maximalizálás vagy optimalizálás, amelyben sok vagy az összes alternatívát megvizsgálják a legjobb opció megtalálása érdekében.
- Beleegyezik egy tekintélyes személy vagy egy „szakértő” utasításaiba; „ csak utasításokat követ ”.
- Antiautoritarizmus: a bizalmatlan hatóságok tanácsaival leginkább ellentétes cselekvés.
- Flipizmus pl. érmefeldobás, kártyapakli felvágása és egyéb véletlenszerű vagy véletlenszerű módszerek – vagy ima, tarot kártyák, asztrológia, jósok, kinyilatkoztatások vagy a jóslás más formái, babonák vagy áltudományok.
- Automatizált döntéstámogatás: kritériumok meghatározása az automatizált döntésekhez.
- Döntéstámogató rendszerek: döntéshozó szoftverek használata rendkívül összetett döntések esetén, vagy ha sok érdekelt felet, kategóriát vagy más, a döntéseket befolyásoló tényezőt kell figyelembe venni.
- A döntéshozatali coaching az egészségügyi szakemberek által nyújtott támogatásra utal, amely segíti a személyt az egészségügyi vagy orvosi döntések meghozatalában.[15] A döntéshozatali coaching egy aktív folyamat, amelyben az egészségügyi szakember és a beteg is aktívan részt vesz a döntéshozatalban.[15]

## Lépések
Számos kutató dolgozott ki hasonló előíró lépéseket a döntéshozatal javítása érdekében.

### GOFER
Az 1980-as években Leon Mann pszichológus és kollégái kifejlesztettek egy döntéshozatali folyamatot, amelyet GOFER néven ismerünk, és amelyet serdülőkorúaknak tanítottak meg — ezt a folyamatot a Teaching Decision Making To Adolescents (Hogyan tanítsunk döntéshozatalt serdülőknek) című könyv foglalja össze. A módszer kiterjedt korábbi kutatásokon alapult, amelyeket Mann többek között Irving Janis pszichológussal végzett.
1. Célok(Goals) tisztázása: A felmérés értékei és célkitűzései.
2. Opciók(Options) generálása: Vegyen figyelembe számos alternatív cselekvési módot.
3. Tényfeltárás(Facts): Információkeresés.
4. Hatások(Effects) mérlegelése: Mérlegelje a lehetőségek pozitív és negatív következményeit.
5. Felülvizsgálat(Review) és megvalósítás: Tervezze meg, hogyan tekinti át a lehetőségeket, és hogyan valósítja meg azokat.

### További modellek
2007-ben Pam Brown, a Wales Swansea-i Singleton Kórházból, a döntéshozatali folyamatot hét lépésre bontotta:
1. Vázold fel a célt és az eredményt.
2. Adatok gyűjtése.
3. Alternatívák kidolgozása (pl. ötletelés).
4. Sorold fel az egyes alternatívák előnyeit és hátrányait.
5. Hozd meg a döntést.
6. Azonnal tegyen lépéseket a végrehajtás érdekében.
7. Tanulj a döntésből, és reflektálj rá.

2008-ban Kristina Guo közzétette a DECIDE döntéshozatali modellt, amely hat részből áll: 
1. Határozza meg a problémát
2. Állapítsa meg vagy sorolja fel az összes kritériumot (korlátozást)
3. Fontolja meg vagy gyűjtse össze az összes alternatívát
4. Meghatározom a legjobb alternatívát
5. Cselekvési terv kidolgozása és végrehajtása
6. <b id="mwAfM">Értékelje</b> és figyelje a megoldást, és szükség esetén vizsgálja meg a visszajelzéseket

2009-ben John Pijanowski professzor leírta, hogyan alkalmazta az Arkansas Program — az Arkansas Egyetem etikai tanterve — a James Rest munkásságán alapuló nyolc lépcsős erkölcsi döntéshozatali modellt: :6
1. Közösségépítés: Hozz létre és ápolj olyan kapcsolatokat, normákat és eljárásokat, amelyek befolyásolják a problémák megértését és kommunikálását. Ez a szakasz egy erkölcsi dilemma előtt és alatt zajlik.
2. Észlelés: Felismerni, hogy probléma létezik.
3. Értelmezés: Azonosítsa a probléma egymással versengő magyarázatait, és értékelje az értelmezések mögött meghúzódó mozgatórugókat.
4. Ítélet: Szűrd át a különböző lehetséges cselekedeteket vagy válaszokat, és döntsd el, melyik az igazolhatóbb.
5. Motiváció: Vizsgáljuk meg azokat a versengő elkötelezettségeket, amelyek elvonhatják a figyelmet egy erkölcsösebb cselekvési iránytól, majd helyezzük előtérbe az erkölcsi értékeket más személyes, intézményi vagy társadalmi értékekkel szemben, és kötelezzük el magunkat mellettük.
6. Cselekvés: Végezzen el olyan lépéseket, amelyek alátámasztják az indokoltabb döntést.
7. Tükörkép a cselekvésben.
8. Cselekvésről való elmélkedés.

### Csoportkör
A csoportos döntéshozatalnak négy szakasza vagy fázisa van, amelyeknek minden esetben szerepet kell kapniuk:
- Tájolás. A tagok először találkoznak, és elkezdik megismerni egymást.
- Konfliktus. Miután a csoport tagjai megismerkednek egymással, viták, kisebb veszekedések és veszekedések alakulnak ki. A csoport tagjai végül megoldják a problémát.
- Emergencia. A csoport elkezd tisztázni a homályos véleményeket azzal, hogy beszélget róluk.
- Megerősítés. A tagok végül döntést hoznak, és indokolják azt.

Azt mondják, hogy a kritikus normák kialakítása egy csoportban javítja a döntések minőségét, míg az vélemények többségén alapuló normák (ún. konszenzusnormák) nem. 
A szocializáció során fellépő konfliktusokat funkcionális és diszfunkcionális típusokra osztják. A funkcionális konfliktusok elsősorban a vezetők döntéshozatali feltevéseinek megkérdőjelezéséből állnak, míg a diszfunkcionális konfliktusok személyes támadások vagy minden olyan cselekedet, amely csökkenti a csapat hatékonyságát. A funkcionális konfliktusok előnyösebbek, mert növelik a csapat tudását és megosztott megértését, ezáltal jobb minőségű döntéshozatalhoz vezetnek.

## Racionális és irracionális
A közgazdaságtanban úgy vélik, hogy ha az emberek racionálisak és szabadon hozhatják meg döntéseiket, akkor a racionális választás elmélete szerint fognak viselkedni. A racionális választás elmélete azt mondja, hogy egy személy következetesen olyan döntéseket hoz, amelyek számára a legkedvezőbb helyzethez vezetnek, figyelembe véve minden rendelkezésre álló szempontot, beleértve a költségeket és előnyöket is; ezen szempontok racionalitása az adott személy nézőpontjából értendő, tehát egy döntés nem tekinthető irracionálisnak csak azért, mert más valaki kétségbe vonja azt.
A valóságban azonban számos tényező befolyásolhatja a döntéshozatali képességet, és irracionális döntésekhez vezethet – például ugyanarra a problémára két különböző megfogalmazás esetén ellentmondásos választások születhetnek (lásd: Allais-paradoxon).
A racionális döntéshozatal egy többlépcsős folyamat, amelynek célja az alternatívák közötti választás. Ez a megközelítés előnyben részesíti a logikát, az objektivitást és az elemzést a szubjektivitással és az intuícióval szemben. Az irracionális döntés ezzel ellentétben a logikával szembemegy: hirtelen, átgondolatlan módon születik, és nem veszi figyelembe a lehetséges következményeket.
A döntéshozatal egyik legismertebb elmélete a szubjektív várható hasznosság (SEU) elmélete, amely a döntéshozó racionális viselkedését írja le. Eszerint a döntéshozó az alternatívákat azok hasznossága és a bekövetkezésükre vonatkozó szubjektív valószínűség alapján értékeli.
A racionális döntéshozatalt gyakran tapasztalatokra és olyan elméletekre alapozzák, amelyek szilárd matematikai alapokat biztosítanak ennek a megközelítésnek, így a szubjektivitás minimálisra csökkenthető – például forgatókönyv-optimalizálás segítségével.
A racionális döntést általában úgy tekintik, mint a legjobb vagy legvalószínűbb döntést a kitűzött célok vagy kívánt eredmény eléréséhez.

## Generációs különbségek

### Gyermekek
Kutatások kimutatták, hogy a felnőttekkel ellentétben a gyermekekre kevésbé jellemzőek a tudatos kutatási és információfeldolgozási stratégiák. Egy ilyen stratégiai viselkedésforma az adaptív döntéshozatal, amely során a döntéshozó a lehetőségek számának növekedésekor először szűkíti a releváns információk körét, majd az ígéretesebb lehetőségeket részletesebben elemzi.
Az adaptív döntéshozatali viselkedés már részben megfigyelhető a 11–12 éves vagy idősebb gyermekeknél, de a fiatalabb korosztálynál ez a képesség jelentősen csökken. Ennek oka, hogy a gyermekek nem képesek megfelelően felmérni, mennyi költség- és erőfeszítés-igénye van az információgyűjtésnek a döntési folyamat során.
Az erre való képtelenség hátterében több tényező is állhat, például:
- tudásbeli hiányosságok, valamint
- a meglévő stratégiák alkalmazásához szükséges készségek hiánya.

A gyermekeknek nincs meg az a metakommunikatív tudásuk, amely segítene felismerni, mikor és hogyan érdemes a rendelkezésükre álló stratégiákat alkalmazni a döntéshozatali megközelítésük módosításához. 
A döntéshozatalban a méltányosság fogalmát tekintve a gyermekek és a felnőttek közötti különbség viszonylag kicsi. A gyermekek már egészen fiatal korban képesek megérteni a méltányosság alapelveit a döntéshozatali helyzetekben. Kutatások szerint a 9–21 hónapos csecsemők és kisgyermekek is érzékelik az egyenlőség elvét. A fő különbség abban rejlik, hogy a méltányosság összetettebb formái – például a döntések kontextusának figyelembevétele vagy a szándékok értelmezése – csak későbbi életkorban, a gyermek fejlődésével párhuzamosan jelennek meg.

### Serdülők
Serdülőkorban a fiatalokra jellemzőek a kockázatvállaló viselkedések és meggondolatlan döntések. Kutatások kimutatták, hogy a döntéshozatali folyamatok során kognitív különbségek figyelhetők meg a serdülők és a felnőttek között. A szakértők arra a következtetésre jutottak, hogy ezek a különbségek nem az észszerű gondolkodás vagy a logikai képességek hiányából fakadnak, hanem sokkal inkább a döntéshozatalt befolyásoló pszichoszociális képességek éretlenségéből. Az ilyen fejletlen képességek közé tartozik például az impulzuskontroll, az érzelemszabályozás, a késleltetett jutalmazás elfogadása, valamint a kortárscsoportok nyomásának való ellenállás. Korábban a kutatók úgy vélték, hogy a serdülők viselkedését a döntéshozatali képességek hiányosságai magyarázzák. A jelenlegi álláspont szerint azonban mind a felnőttek, mind a serdülők képesek kompetens döntéseket hozni. Ugyanakkor a serdülők döntéshozatali képességei csökkenhetnek, ha pszichoszociális tényezők lépnek be a folyamatba.
Kutatások arra utalnak, hogy a serdülőkori kockázatvállaló viselkedések hátterében az agy szocioemocionális hálózata és a kognitív kontrollhálózat közötti kölcsönhatások állhatnak. A szocioemocionális agyi hálózat a társas és érzelmi ingerek feldolgozásáért felelős, és kiemelt szerepet játszik a jutalomfeldolgozásban. Ezzel szemben a kognitív kontrollhálózat a tervezésben és az önszabályozásban nyújt támogatást. Mindkét agyi hálózat jelentős átalakuláson megy keresztül a pubertás során, azonban eltérő ütemben: míg a szocioemocionális hálózat gyorsan és hirtelen változik, addig a kognitív kontrollhálózat fejlődése fokozatosabb. E fejlődési különbségek miatt a kognitív kontrollhálózat — amelynek normál esetben szabályoznia kellene a szocioemocionális működéseket — nehezen képes hatékony kontrollt gyakorolni a pszichoszociális hatások jelenlétében.
Amikor a serdülőket társas vagy érzelmi ingerek érik, aktiválódik a szocioemocionális hálózatuk, valamint az agy jutalomfeldolgozásban részt vevő területei is. Mivel a kockázatvállaló viselkedés gyakran jutalmazó élményt nyújt számukra, az ilyen viselkedés megismétlése egyre valószínűbbé válik. Ez a folyamat hasonlít a függőség kialakulásához. A serdülők akár függővé is válhatnak a kockázatkereső magatartástól, mivel ezek az élmények magas fokú izgalmi állapotot váltanak ki bennük, és nemcsak belső jutalmazási mechanizmusaik révén, hanem kortársaik visszajelzései által is megerősítést kapnak. Egy friss tanulmány szerint a serdülők nehezen tudják megfelelően módosítani a meggyőződéseiket negatív információk hatására (például ha azt olvassák, hogy a dohányzás az általuk gondoltnál nagyobb egészségügyi kockázatot jelent), ugyanakkor a pozitív hírekre adott reakcióik nem térnek el a felnőttekétől. Ez a torzított hiedelemképződés fokozott kockázatvállaláshoz vezethet.

### Felnőttek
A felnőttek általában jobban képesek kontrollálni a kockázatvállaló viselkedést, mivel kognitív kontrollrendszerük már eléggé kifejlődött ahhoz, hogy még fokozott izgalmi állapot vagy pszichoszociális tényezők jelenlétében is hatékonyan szabályozza a szocioemocionális hálózat működését. Emellett a felnőttek ritkábban kerülnek olyan helyzetekbe, amelyek kockázatvállalásra ösztönözhetik őket. Például a serdülők nagyobb valószínűséggel tartózkodnak olyan kortárs közegben, ahol nyomás nehezedik rájuk a kockázatos viselkedés irányába, míg a felnőttek kevésbé vannak kitéve ilyen típusú társas hatásoknak.

## Kognitív és személyes torzítások
Az elfogultságok (előítéletek) rendszerint befolyásolják a döntéshozatali folyamatokat. Különösen gyakran jelennek meg akkor, ha a döntést időnyomás alatt, fokozott stresszhelyzetben, illetve magas komplexitású feladat esetén kell meghozni.
Az alábbiakban a megítélést és döntéshozatalt érintő, gyakran vitatott torzítások listája olvasható:

## Kognitív korlátok csoportokban
A csoportokban a döntések aktív és összetett folyamatokon keresztül születnek. Az egyik gyakori módszer három lépésből áll: először a tagok kifejezik kezdeti preferenciáikat; ezt követően a csoport tagjai információkat gyűjtenek és osztanak meg ezekkel a preferenciákkal kapcsolatban; végül a tagok összevetik nézeteiket, és közösen döntenek a probléma kezelésének módjáról. Noha ezek a lépések viszonylag hétköznapinak tűnnek, az ítéletalkotást gyakran torzítják kognitív és motivációs torzítások, például a „cselekvési bűnök” (sins of commission), a „mulasztási bűnök” (sins of omission), valamint a „pontatlansági bűnök” (sins of imprecision).

## Kognitív stílusok

### Optimalizálás vagy kielégíthetőség
Herbert A. Simon alkotta meg a „korlátolt racionalitás” (bounded rationality) kifejezést, hogy kifejezze azt a gondolatot, miszerint az emberi döntéshozatal korlátozott az elérhető információk, az adott idő és az elme információfeldolgozó képessége által. További pszichológiai kutatások két kognitív stílust különböztettek meg: a maximalizálókat és a „jólesőt” (satisficer). A maximalizálók arra törekszenek, hogy optimális döntést hozzanak, míg a jólesők egyszerűen csak egy „eléggé jó” megoldást keresnek. A maximalizálók általában több időt töltenek a döntéshozatallal, mivel igyekeznek minden változót figyelembe véve a lehető legjobb teljesítményt elérni és körültekintően mérlegelni az ellentéteket; emellett gyakrabban is megbánják döntéseiket, talán azért, mert jobban képesek felismerni, ha egy döntés nem volt optimális, mint a jólesők.

### Intuitív vagy racionális
Daniel Kahneman pszichológus, aki eredetileg Keith Stanovich és Richard West pszichológusok által javasolt fogalmakat alkalmazott, azt a elméletet dolgozta ki, hogy az emberi döntéshozatal kétféle kognitív folyamat kölcsönhatásának eredménye: egy automatikus, intuitív rendszere („1-es rendszer”), valamint egy erőfeszítést igénylő, racionális rendszere („2-es rendszer”). Az 1-es rendszer egy alulról felfelé irányuló, gyors és implicit döntéshozatali mechanizmus, míg a 2-es rendszer felülről lefelé haladó, lassú és explicitt döntéshozatali folyamat. Az 1-es rendszerbe tartoznak az egyszerű heuristikák, mint például az affektív heurisztika, az elérhetőségi heurisztika, az ismerősségi heurisztika és a reprezentativitási heurisztika.

### Kombinatorikus vagy pozicionális
A döntéshozatali stílusokat és módszereket Aron Katsenelinboigen dolgozta ki, aki a prediszpozíciós elmélet megalapítója. Stílus- és módszerelemzésében a sakktól indult ki, megjegyezve, hogy „a sakk különböző működési módszereket tár fel, nevezetesen az előzetes helyzetek kialakításának módszereit, amelyek alkalmazhatók más, összetettebb rendszerekben is.”
Katsenelinboigen szerint a módszereken (reaktív és szelektív) és almódszereken (véletlenszerűség, hajlam, programozás) túl két fő stílus létezik: a pozicionális és a kombinációs. Mindkét stílust alkalmazzák a sakkjáték során. Ezek a stílusok a bizonytalanság két alapvető megközelítését tükrözik: a determinisztikus (kombinációs stílus) és az indeterminisztikus (pozicionális stílus). Katsenelinboigen a két stílus definícióját a következőképpen adja meg:
A kombinációs stílust a következő jellemzők jellemzik:
- egy nagyon szűk, jól meghatározott, elsősorban anyagi cél;
- egy olyan program, amely összekapcsolja a kiinduló helyzetet a kívánt eredménnyel.

Katsenelinboigen a sakk kombinációs stílusát így definiálta: „A kombinációs stílus világosan megfogalmazott, korlátozott célt tartalmaz, nevezetesen az anyagi előny megszerzését (a sakkállás fő összetevőjét). A célt egy jól meghatározott, esetenként egyedi lépéssorozattal valósítják meg, amely a kitűzött cél elérésére irányul. Ez a sorozat rendszerint nem hagy lehetőséget az ellenfél számára. Egy kombinációs cél megtalálása lehetővé teszi a játékos számára, hogy minden energiáját a hatékony végrehajtásra összpontosítsa, vagyis az elemzés általában csak azokat a bábukat érinti, amelyek közvetlenül részt vesznek a kombinációban. Ez az eljárás a kombináció és a kombinációs játékmód lényege.”
A kombinációs stílus jellemzői a következők
- egy pozíciós gól; és
- félig teljes kapcsolatok kialakulása a kezdeti lépés és a végeredmény között.

„Ellentétben a kombinációs játékossal, a pozicionális játékos elsősorban azzal foglalkozik, hogy kidolgozza azt a helyzetet, amely lehetővé teszi számára a fejlődést a kiszámíthatatlan jövőben. A pozicionális stílus alkalmazásakor a játékosnak a kapcsolati és az anyagi paramétereket független változókként kell értékelnie. A pozicionális stílus lehetőséget ad arra, hogy a játékos olyan állást alakítson ki, amely egy idő után „megérik” egy kombinációra. Ugyanakkor a kombináció nem a pozicionális játékos végső célja – csupán eszközként szolgál a kívánt eredmény eléréséhez, miközben előzetes hajlamot (prediszpozíciót) tart fenn a jövőbeni fejlődésre. A pirruszi győzelem a legjobb példája annak, amikor valaki képtelen pozicionálisan gondolkodni.”
A pozicionális stílus célja:
- hajlamot teremtsen a pozíció jövőbeli fejlődésére;
- bizonyos módon indukálja a környezetet;
- egy váratlan kimenetelt a saját javára elviselni; és
- kerülje a váratlan kimenetelek negatív aspektusait.

### Myers–Briggs típus hatása
Isabel Briggs Myers szerint az egyén döntéshozatali folyamata nagymértékben függ a kognitív stílusától. Myers négy bipoláris dimenzióból álló rendszert dolgozott ki, amelyet Myers–Briggs Típusindikátornak (MBTI) nevezett el. A dimenziók végpontjai a következők: gondolkodás és érzés, extroverzió és introverzió, ítélkezés és észlelés, valamint érzékelés és intuíció. Myers azt állította, hogy az egyén döntéshozatali stílusa jól korrelál azzal, hogy hol helyezkedik el ezeken a skálákon. Például az, aki a gondolkodás, extroverzió, érzékelés és ítélkezés pólusaihoz esik közel, valószínűleg logikus, analitikus, objektív, kritikus és empirikus döntéshozatali stílussal rendelkezik.
Ugyanakkor néhány pszichológus szerint az MBTI nem megbízható, érvényessége megkérdőjelezhető, és a teszt felépítése is gyenge.
Más kutatások arra utalnak, hogy ezek a nemzeti vagy kultúrák közötti döntéshozatali különbségek egész társadalmakra kiterjedhetnek. Például Maris Martinsons kutatásai szerint az amerikai, japán és kínai üzleti vezetők mindegyike egy-egy jellegzetes, nemzeti döntéshozatali stílust képvisel.
A Myers–Briggs-típuselméletet több kritika is érte gyenge pszichometriai jellemzői miatt.

### Általános döntéshozatali stílus (GDMS)
A Suzanne Scott és Reginald Bruce által kidolgozott Általános Döntéshozatali Stílus Tesztben (GDMS) öt döntéshozatali stílust különböztetnek meg: racionális, intuíciós, függő, kerülő és spontán. Ezek a különböző döntéshozatali stílusok a környezettől és a helyzettől függően változhatnak, és egyik stílus sem feltétlenül jobb a másiknál. Az alábbi példákban az egyén egy cégnél dolgozik, és egy másik cég ajánl neki állást.
- A racionális stílus a döntéshozatal előtt alapos keresést és más lehetőségek és/vagy információk alapos mérlegelését jelenti. Ebben a stílusban az egyén utánanézne az új, felkínált állásnak, áttekintené jelenlegi munkáját, és megvizsgálná az új munka elfogadásának előnyeit és hátrányait a jelenlegi cégénél maradással szemben.
- Az intuitív stílus az első érzésekbe és a megérzésekbe vetett bizalom. Ebben a stílusban, ha az egyén kezdetben azért részesíti előnyben az új munkát, mert úgy érzi, hogy a munkakörnyezet jobban megfelel neki, akkor úgy dönt, hogy elvállalja az új munkát. Lehetséges, hogy az egyén nem hozza meg ezt a döntést, amint felajánlják neki az állást.
- A függő stílus mások véleményét és utasításait kéri a meghozandó döntéssel kapcsolatban. Ebben a stílusban az egyén megkérdezheti a barátait, családtagjait, munkatársait stb., de az egyén nem feltétlenül kérdezi meg mindegyiküket.
- Az elkerülő stílus a döntéshozatal felelősségének elhárítását jelenti. Ebben a stílusban az egyén nem hozna döntést. Ezért az illető megtartaná jelenlegi munkáját.
- A spontán stílus azt jelenti, hogy a lehető leghamarabb döntést kell hozni, ahelyett, hogy várnánk a döntéssel. Ebben a stílusban az egyén vagy elutasítja, vagy elfogadja a munkát, amint felajánlják.

## Fordítás
Ez a szócikk részben vagy egészben  a   Decision-making című angol Wikipédia-szócikk ezen változatának fordításán alapul.  Az eredeti cikk szerkesztőit annak laptörténete sorolja fel. Ez a jelzés csupán a megfogalmazás eredetét és a szerzői jogokat jelzi, nem szolgál a cikkben szereplő információk forrásmegjelöléseként.

## További olvasmányok
- Brockman, John. Thinking: The New Science of Decision-Making, Problem-Solving, and Prediction. Harper Perennial (2013). ISBN 9780062258540
- Kahneman, Daniel. HBR's 10 Must Reads on Making Smart Decisions. Harvard Business Review Press (2013). ISBN 978-1422189894
- Partnoy, Frank. Wait: The Art and Science of Delay. PublicAffairs (2013). ISBN 978-1610392471
- Caranovic, Djuradj. The Book That Changed Me. HBR (2023). ISBN 979-8329501254